# جيمي يانسون
جيمي يانسون هو دراج بلجيكي، ولد في 30 مايو 1989 في Herentals ‏ في بلجيكا.

## وصلات خارجية
- جيمي يانسون على موقع الاتحاد الدولي للدراجات (الإنجليزية)
- جيمي يانسون على موقع أرشيف الدراجات (الإنجليزية)
- جيمي يانسون على موقع إحصائيات الدراجات الإحترافية (الإنجليزية)
- جيمي يانسون على موقع نسبة الدراجات (الإنجليزية)